# Palazzo Scarpa
Palazzo Scarpa, meglio conosciuto con il nome di sede della Banca Popolare di Verona è un edificio progettato da Carlo Scarpa con la collaborazione di Arrigo Rudi, il quale ha completato l'opera del maestro dopo la sua morte.
La collaborazione tra la Banca Popolare di Verona e Carlo Scarpa iniziò nel 1973 e si concluse nel 1978, anno della sua morte, mentre l'edificio venne completato nel 1981 secondo il progetto originale dell'architetto veneto. È situato nel cuore del centro storico di Verona, in piazza Nogara.
A seguito della fusione del Banco Popolare (in cui la BPV era confluita) con Banca Popolare di Milano, il palazzo è divenuto sede amministrativa del nuovo soggetto Banco BPM.

## Storia
La dirigenza della Banca Popolare di Verona contattò Carlo Scarpa verso la fine del 1973, commissionandogli la nuova sede principale della banca veronese. Il lotto su cui si sarebbe realizzato l'edificio era originariamente occupato da due edifici residenziali e si trova compreso tra la sede precedente della Banca, posta sulla sinistra, e un altro edificio residenziale, a destra. Trovandosi il lotto all'interno della città antica, l'edificio che si sarebbe progettato era sottoposto a numerosi vincoli, in particolare l'altezza e la cubatura del nuovo edificio non avrebbe potuto superare quelle dell'edificio originariamente presente.
Lo studio di Scarpa comportò un continuo ridisegno del progetto e controllo critico delle modifiche che apportava, modifiche spesso appena percettibili. Si trattò di un lavoro molto raffinato, che definì la sistemazione della composizione tramite piccoli aggiustamenti. Questo approccio era tipico del modo di progettare dell'architetto veneto.
I lavori iniziarono nel 1974, tuttavia nel corso degli anni il progetto subì diverse varianti dovute a nuove esigenze della committenza o a ripensamenti dell'architetto. Nel 1976 vennero elaborate alcune varianti riguardanti sia la disposizione interna che la facciata, inoltre venne proposta per la prima volta la realizzazione di un collegamento sospeso nel cortile interno, con la funzione di passaggio per giungere alla sala del Consiglio. Un'altra variante, riguardante le torri evaporative e le canne fumarie, venne invece elaborata nel 1978. Carlo Scarpa morì però il 28 novembre 1978 durante un viaggio in Giappone: a questa data era ancora da completare il passaggio sospeso, la scala sulla terrazza, il giardino del cortile interno e altri particolari, tutti realizzati postumi secondo il progetto originale di Carlo Scarpa.

### Progettisti
Alla progettazione della nuova sede dell'allora Banca Popolare di Verona, opera principalmente di Carlo Scarpa, collaborò l'architetto Arrigo Rudi, che portò a completamento l'opera dell'architetto veneziano dopo la sua scomparsa. Parteciparono anche altri due elementi dello studio di Scarpa, Bianca Albertini e Maristella Tonin, oltre all'ingegnere Renato Scarazzai, che si occupò dei calcoli strutturali e della direzione dei lavori. A partire dal 1977 Scarpa studiò anche la sistemazione della sede precedente, progetto che verrà realizzato postumo da Arrigo Rudi con la collaborazione di Valter Rossetto.

## Descrizione

### Rapporto con il contesto

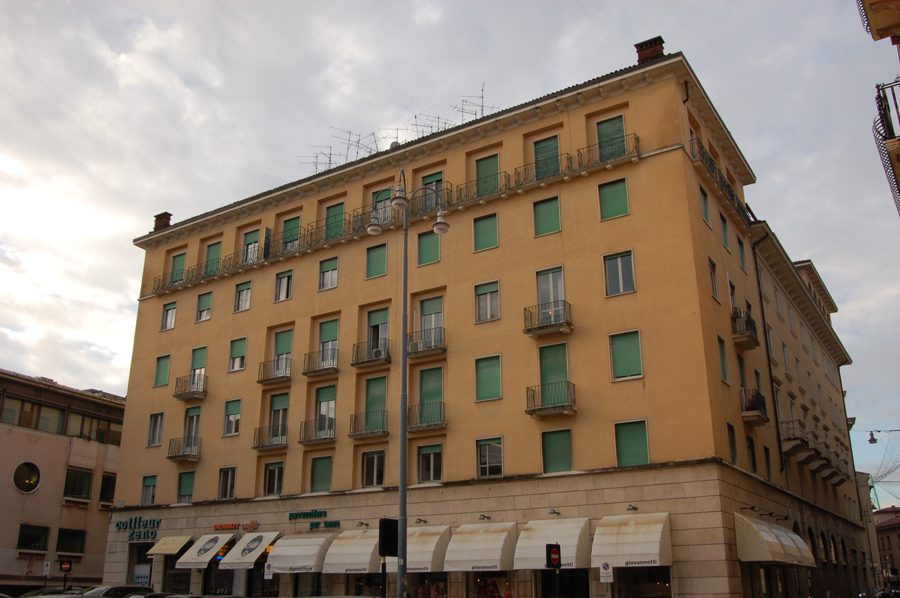
L'edificio che va a dividere le due piazze Nogara e San Nicolò, che Scarpa vorrebbe idealmente unire.

Carlo Scarpa ha avuto la capacità di elaborare progetti e interventi in contesti antichi e di valore, grazie alla sua capacità di leggere il contesto architettonico preesistente, lavorando nel costruito come i grandi architetti del passato, Andrea Palladio, Donato Bramante, Filippo Brunelleschi, Leon Battista Alberti, Francesco Borromini, e questo intervento non differisce dai precedenti per valore, andandosi a collocare all'interno della città antica di Verona, sito patrimonio dell'umanità, con grande armonia.
Nel suo progetto, oltre allo studio per l'inserimento delle funzioni bancarie nell'edificio, affronta due questioni di notevole importanza per il suo tipo di approccio: il coordinamento del nuovo edificio a livello planimetrico, altimetrico e di facciata con la vecchia sede, e l'inserimento del fronte principale nel paesaggio urbano veronese. Queste sono questioni che vengono analizzate durante la progettazione e che avranno diverse soluzioni.
Grazie alla sua indagine critica l'architetto veneto notò che le due piazze dietro l'Arena di Verona, piazza San Nicolò e piazza Nogara, erano in realtà un unico spazio diviso in due da un edificio isolato. Partendo da questo presupposto nacque l'idea di Scarpa di acquistare ulteriore terreno, in modo che l'edificio, il cui fronte principale si trovava su piazza Nogara, oltrepassasse vicolo Conventino arrivando a spuntare su piazza San Nicolò, cosicché potesse contribuire all'unione ideale e visiva delle due piazze: non era quindi necessario abbattere l'edificio, in quanto sarebbe stata la facciata scarpiana a indicare che lo spazio continuava. Alla fine la sua idea non andò in porto completamente e oggi la sede si affaccia lungo piazza Nogara e vicolo Conventino, mentre non è visibile da piazza San Nicolò.

### Esterno
Nel concepire il prospetto esterno Carlo Scarpa affrontò due problemi di una certa importanza e connessi tra loro: primo, il rapporto che doveva nascere tra vecchia e nuova sede, e secondo (ma non meno importante), l'avere parte della facciata su piazza Nogara, quindi con una vista frontale, e parte su vicolo Conventino, quindi con una vista di scorcio sull'edificio. La risposta al primo problema fu il tentativo di comprendere l'edificio della vecchia sede senza però copiarlo, visto che la nuova sede sarebbe stata un ampliamento della vecchia e che sarebbe stata limitrofa. Alla seconda difficoltà trovò soluzione concependo la parte sulla piazza come neutra, quasi piatta, con un bow window come unico elemento che emerge rispetto al filo della facciata, bow window che comunque perde di plasticità dato che la visione preferenziale dalla piazza è frontale e che oltretutto è posto in alto. Da notare inoltre come alle finestre circolari corrispondono gli uffici del direttore e del vicedirettore, pertanto c'è un collegamento tra l'organizzazione e la gerarchia dell'interno e dell'esterno. La parte sul vicolo invece è dotata di elementi plastici ed effetti chiaroscurali più forti, visto che in questo caso la vista è di scorcio, e la visione obliqua esalta la lettura tridimensionale di questa parte di prospetto. Quindi è da questa parte della facciata che inserisce i quattro bow window, il massiccio portale d'accesso e il taglio a terra. Nonostante la forte plasticità di questa parte non c'è interferenza con la sede più vecchia della Banca, in quanto la parte più neutra (attigua alla vecchia sede) fa da filtro. Rispetto a quella della sede preesistente, la facciata scarpiana è più bassa e leggermente arretrata, e apparentemente si aggancia ad essa solo a livello di basamento e zoccolo, mentre la parte intermedia è quasi autonoma.
Una risposta operativa al problema delle relazioni tra vecchia e nuova seda è la rielaborazione raffinata di alcuni elementi, ad esempio le mensole dei balconi, a forma di triglifo, si allungano e restringono, diventando le sottili fasce verticali che assumono la funzione di deflusso delle acque, collegando le finestre circolari a quelle rettangolari, oppure la fascia modanata che nella sede più vecchia dell'allora Banca Popolare di Verona separa il piano terra dal primo, nel nuovo edificio si trasforma diventando la cornice su cui si imposta la loggia.

Il prospetto principale è organizzato su tre livelli, e ognuno di questi è articolato in modo complesso:
- l'attacco a terra è caratterizzato dallo zoccolo, un basamento limitato da una massiccia cornice modanata. Qui Scarpa ha sistemato la pietra più lavorata in modo da accentuare la zoccolatura, la cui linea si interrompe nel punto di ingresso, evidenziando così il portale d'accesso;
- la parte centrale il cui il tema conduttore è la finestra, elaborata in quattro declinazioni elaborate in modo armonico tra loro. Le più peculiari sono le finestre centriche, costruite intersecando due cerchi che hanno i centri reciprocamente slittati, in modo da rendere la finestra instabile e che sembri modificare la propria forma a seconda da dove la si guardi;
- a chiudere la facciata si trova la loggia vetrata con un elaborato cornicione finale. Essa è ritmata da colonnine binate che traducono all'esterno la trama strutturale interna.

La parte centrale della facciata si presenta come la parete di un museo, con le aperture rettangolari che assumono la veste di quadri appesi alle finestre circolari, alle quali sembrano appese tramite le linee di deflusso delle acque, mentre i bow window sembrano teche. Quello che l'architetto vuole mostrare in questi quadri sono i riflessi della città, come dimostrano i suoi schizzi e disegni, in cui studia gli effetti del vetro e i paesaggi che inquadrano.

Una rielaborazione del sistema trilitico è il massiccio portale su via Conventino, in cui l'architrave alleggerito dalla modanatura e i piedritti spezzati negano la staticità di quel sistema.
Sul retro dell'edificio il fronte dà su un giardino. Pure questo prospetto è stato oggetto di numerose elaborazioni e, se in un primo tempo si presentava molto aperto, in forte contrasto quindi con la facciata che dava sulla città, piuttosto chiusa, alla fine venne realizzato in modo analogo al fronte principale. In questo caso però il prospetto si arricchisce di elementi fortemente plastici, come la scala vetrata o il tunnel metallico sospeso.

### Interno
Scarpa riesce, in quest'opera, a organizzare spazi adatti alle funzioni bancarie e di qualità molto elevata, utilizzando soluzioni compositive complesse e materiali ricercati. Tutti i problemi vengono affronti cercando soluzioni adeguate sia rispetto al singolo elemento che rispetto all'insieme, quindi c'è un controllo continuo del dettaglio e delle scelte compositive generali. I suoi schizzi e disegni mettono inoltre in luce la ricerca di una relazione tra esterno e organizzazione interna.
La griglia della pianta è impostata su due assi non ortogonali tra di loro: un asse è costituito dal muro interno della vecchia sede della Banca, mentre l'altro asse è dato dal filo di facciata degli edifici di piazza Nogara.
Fin dai primi studi planimetrici è evidente la volontà di Scarpa di integrare gli spazi preesistenti con i nuovi, volontà compiutasi tramite la realizzazione del sistema di percorsi orizzontali e verticali. È infatti la scala presente nel piano rialzato l'elemento che mette in relazione la vecchia sede con la nuova. Le varie scale presenti nell'edificio sono progettate singolarmente, quindi ognuna si presenta articolata e unica, essendo il risultato di un percorso progettuale sviluppato attraverso numerosi studi, motivo della grande qualità di questi elementi che dominano lo spazio interno.
L'edificio si sviluppa su cinque livelli:
- Piano interrato (-5,61 metri dal piano stradale), ospita gli impianti tecnici.
- Piano seminterrato (-2,14 metri), vi è localizzato il borsino, illuminato da un da un taglio in facciata (taglio molto forte sia dal punto di vista visivo che compositivo) e dal ribassamento del cortile interno. Da notare che dall'esterno la sagoma del borsino è ben leggibile.
- Piano rialzato (1,65 metri sul piano stradale), destinato al pubblico, si organizza attorno a una grande scala e a una trama di colonne, che, salendo di piano in piano, possono sostituire o diventare setti divenendo quindi elementi regolatori dello spazio interno. Le colonne sono poligonali, in cemento armato, con una base cilindrica in acciaio e capitello formato da un collare dorato.[16]
- Primo piano (5,75 metri), ospita gli uffici direzionali, è caratterizzato dalla forma degli elementi distributivi, come l'ascensore di forma curva, la scala, chiusa in un involucro di vetro che si intravede nella facciata posteriore, e il passaggio sospeso.
- Ultimo piano (9,70 metri), impostato come un grande spazio libero, ritmato da setti e aperto sui due fronti tramite logge che chiudono superiormente i prospetti.

### Materiali
Nella facciata dell'edificio e negli interni sono utilizzati materiali sofisticati. All'esterno la maggior parte della superficie, tratta con estrema attenzione, è intonacata, ma viene usato anche Marmo Rosso di Verona e Marmo Botticino, specialmente nello zoccolo, mentre la loggia all'ultimo livello è in acciaio, impreziosito da un fregio a piccole tesserine di mosaico.

## Fortuna critica
Lo storico dell'architettura Manfredo Tafuri sottolinea la chiarezza dell'organizzazione spaziale dell'edificio di Carlo Scarpa, anche se lo riconosce come un'opera limite, espressione di un lavoro estremamente complesso, soggetto a continua autocritica e quindi potenzialmente infinito.
Nella poetica dell'architetto veneto la forma non è mai fine a se stessa, bensì può essere una tra le risposte che si danno a un problema che viene posto, problemi che Scarpa sottolinea nei suoi studi, prima di arrivare e descrivere una possibile soluzione. Per la questione della sede del Banca l'architetto ad esempio osservò: «la cornice, la finestra, lo zoccolo, la scala (elemento dominante dello spazio interno): i luoghi che hanno sempre preoccupato i costruttori antichi. I problemi che si pongono sono quelli di sempre; è solo la soluzione che cambia».
Si può dire che questa architettura incarna in modo completo il carattere misterico che Scarpa attribuiva all'architettura ma allo stesso tempo sembra pure riassumere quel valore educativo intrinseco al linguaggio architettonico nelle sue forme più alte, per il quale se l'architettura è buona, chi la guarda ne sente i benefici anche senza accorgersene.